# Popovo, Bereg
Popovo (în ucraineană Попово, maghiară Csonkapapi) este localitatea de reședință a comunei Popovo din raionul Bereg, regiunea Transcarpatia, Ucraina.

## Demografie
Componența lingvistică a localității Popovo
     Maghiară (97,95%)
     Ucraineană (1,4%)
     Alte limbi (0,65%)
Conform recensământului din 2001, majoritatea populației localității Popovo era vorbitoare de maghiară (97,95%), existând în minoritate și vorbitori de ucraineană (1,4%).